# Портикус
Портикус (нем. Portikus — букв. портик) — выставочный зал в городе Франкфурт-на-Майне, открытый в 1987 году в здании старой городской библиотеки, построенном в стиле классицизм и включавшем в себя портик; с мая 2006 года располагается в отдельном строении на Музейной набережной, спроектированном франкфуртским архитектором Кристофом Меклером; зал специализируется на представлении современного искусства — как работ известных авторов, так и начинающих художников; тесно связан с местной художественной школой «Штедельшуле».

## История и описание
В годы Второй мировой войны здание городской библиотеки Франкфурта-на-Майне было разрушено во время воздушных налетов, в марте 1944 года; от здания сохранились только портик и фронтон, поддерживаемым шестью коринфскими колоннами. После войны здание не восстанавливалось; в 1958 году руины были закреплены для сохранности и внесены в список городских памятников архитектуры.
В 1987 году Каспер Кениг был назначен ректором местной художественной школой «Штедельшуле»: при согласии на должность он, среди прочего, поставил в качестве условия наличие независимого выставочного зала для учебного заведения. После всего четырех месяцев строительства, новый зал — спроектированный архитекторами Марией-Терезой Дойч и Клаусом Драйссигакером — был построен из быстровозводимых конструкций позади портика, непосредственно на остатках бывшей городской библиотеки.
Внутреннее пространство без окон, площадью восемь на шестнадцать метров и высотой в пять метров, было обшито светло-серыми панелями и было максимально простым. Слева и справа от главного здания находились административные помещения, построенные из штабелированных контейнеров. В итоге «Кунстхалле „Портикус“» был открыт перед городской книжной ярмаркой, в октябре 1987 года; первая выставка была посвящена творчеству швейцарского художника Дитера Рота.
В 2000 году Даниэль Бирнбаум стал директором Штедельшуле и руководителем выставочного зала; через три года городские власти решили всё же реконструировать библиотеку Старого города — для размещения института «Literaturhaus Frankfurt». Для выставочного зала же было запланировано строительство нового здания, местом расположения которого была выбрана площадка у Старого моста; здание было спроектировано франкфуртским архитектором Кристофом Меклером, а само строительство было профинансировано фондом «Stiftung Giersch». На этапе строительства, с лета 2003 года, выставочный зал временно переехал в здание «Leinwandhaus» — для этого первый этаж готического здания XIV века, расположенного в самом центре старого города, был перестроен Тобиасом Ребергером.
5 мая 2006 года выставочный зал переместился в своё новое помещение — уже в апреле под его стеклянной крышей была установлена световая подсветка, спроектированная Олафуром Элиассоном. В последующие два года с использованием данной крыши было показано 12 световых инсталляций. Первой выставкой на новом месте стала совместная экспозиция работ словенской художницы Марджетики Потрк (Marjetica Potrc) и аргентинского художника Томаса Сарачено (Tomás Saraceno).
По состоянию на 2019 год, новое здание и выставочная деятельность галереи финансировались за счёт средств фонда «Städelschule Portikus e.V.», который также задействован в поддержке учеников Штедельшуле; его девизом было «продвигать искусство сегодня — значит вкладывать средства в интеллект общества завтрашнего дня».